# Zapata: amor en rebeldía
Zapata, un amor en rebeldía es una miniserie histórica de la cadena Telemundo que cuenta la historia de la Revolución Mexicana enfocándose en el movimiento armado de Emiliano Zapata en el estado de Morelos ubicado en el sur de México y su lucha por justicia en especial a los obreros y campesinos en la cuestión agraria. 
La serie producida por Sachiko Uzeta y dirigida por Walter Doehner es protagonizada por Demián Bichir, Lorena Rojas y Giovana Zacarías y coprotagonizada por Enoc Leaño y Emilio Guerrero; además cuenta con las actuaciones antagónicas de Rogelio Guerra y Carlos Torres Torija y la aparición especial de Javier Díaz Dueñas y Marco Treviño. Fue transmitida en el año 2004 y consta de 6 episodios.

## Sinopsis
La telenovela cuenta la historia del General Emiliano Zapata, sus aventuras combatiendo al gobierno en la Revolución así como sus líos amorosos. La serie mezcla hechos y personajes ficticios con los acontecimientos históricos más importantes de México entre 1910 y 1919 sobre todo en el estado de Morelos y alrededor del General Zapata.

### Episodio 1
Emiliano Zapata (Demián Bichir) es un campesino en Anenecuilco, su pueblo natal, en el año de 1910 hay una crisis política en México debido a la explotación laboral en especial a los campesinos, quienes no reciben una buena compensación por su trabajo, en cambio los ricos hacendados cada vez son más millonarios entre ellos está Don Eugenio Escandón (Rogelio Guerra), a quién no le gusta convivir con los indios y los discrimina, él tiene una hija llamada Rosa (Lorena Rojas), que piensa todo lo contrario a su padre; ella sueña con ser doctora para ayudar a la población indígena, un día ella, su padre y sus amigos Don Miguel (Javier Díaz Dueñas) y Don Ignacio (Marco Treviño) asisten a una demostración de jinetes en la cual participan Emiliano y su hermano Eufemio (Enoc Leaño), de pronto un niño cae a la pista y casi es arroyado por los caballos pero Emiliano lo salva y Rosa va a curar al niño ahí se conocen y se enamoran. Esa noche hay una junta de vecinos en Anenecuilco donde Emiliano es nombrado jefe de la misma. 
Al día siguiente Emiliano va a la casa de los Escandón acompañado de 3 hombres que reclaman la mitad de las ganancias por haber trabajado en unas tierras para Don Eugenio, este se niega y habla con el capitán Ceballos (Carlos Torres Torija), un militar a quien quiere para que se case con su hija aunque esta lo rechaza, para que tome cartas en el asunto. Ceballos asesina a los 3 hombres que estaban con Emiliano y este junto a su hermano y su amigo Otilio (Emilio Guerrero) enfrentan a Ceballos en una iglesia pero Rosa interviene, sin embargo Ceballos jura a Zapata que lo va a atrapar. Rosa se presenta en el funeral de los 3 hombres para devolver a Emiliano un pañuelo que olvidó en su casa pero este acusa a su papá de haber asesinado a los 3 hombres. Rosa se va del país para estudiar medicina y se despide de Emiliano, este le da un beso. Luego Ceballos encabeza una matanza de campesinos que trabajaban en tierras ajenas que realmente si les pertenecían esto hace que Emiliano se una a Pablo Torres Burgos (Javier Escobar), el líder revolucionario de la zona, Pablo es asesinado, así que Zapata se convierte en jefe del ejército del sur.

### Episodio 2
11 meses después Rosa regresa a México, pero primero llega al D.F. y debe volver en tren a Morelos. Don Eugenio le encomienda la seguridad de su hija a Ceballos, quien está ahí defendiendo al presidente Porfirio Díaz de la rebelión militar, este la envía en un tren militar. Casualmente los zapatistas atacan el tren en el que viaja Rosa, ahí se reencuentran y en medio de la confusión Emiliano recibe un balazo en el hombro, Rosa los acompaña a su campamento y lo cura. Don Eugenio cree que su hija está secuestrada, Ceballos interroga a 2 mujeres para que le digan donde está Zapata a lo que se niegan y cuando está a punto de fusilarlas llega Emiliano con Rosa, Ceballos intenta detenerlo pero es rodeado por soldados zapatistas así que Emiliano se va del lugar. Emiliano y sus hombres atacan la ciudad de Cuautla. 

### Episodio 3
Porfirio Díaz ha sido derrotado y el nuevo presidente es Francisco I. Madero (Fernando Becerril), Emiliano habla con él sobre la cuestión agraria y este le dice que deje las armas para comenzar el proceso de la paz y Emiliano acepta, sin embargo el General Victoriano Huerta (Joaquín Garrido) en complicidad con Ceballos tiene un plan para desprestigiar a Madero ante Zapata y Zapata ante Madero, una vez que los zapatistas están desarmados son atacados por Ceballos y Emiliano cree que fue traicionado por el presidente, luego Ceballos contrata a un hombre de Zapata al que Rosa conoció en su estadía en el campamento, para que él y una tropa falsa de zapatistas ataquen la casa de los Escandón, y así hacer creer al presidente que Zapata le mintió y no dejó las armas, pero las cosas salen de control pues uno de los bandidos intenta violar a Rosa, entonces llega Ceballos y la salva, sin embargo otro hombre golpeó a Don Eugenio en la Cabeza y después muere pero Rosa cree que Emiliano dio la orden.

### Episodio 4
Otilio es enviado para hablar con Madero por Zapata, pero Madero cree que Zapata lo desobedeció y le ofrece un exilio aunque Otilio le habló del ataque que sufrieron, al fin de la reunión Otilio es detenido por Huerta sin que Madero se de cuenta, cuando Emiliano se entera de lo que pasó organiza un movimiento contra Madero ahora con el apoyo de ¨La China¨, jefa revolucionaria en el estado de Puebla y de su ejército de mujeres. Huerta lleva a Otilio preso a Morelos y se ve con Ceballos, quien lo invita a su boda con Rosa. Las mujeres de ¨La China¨ seducen a los soldados del cuartel donde está preso Otilio para liberarlo, mientras ¨La China¨ (Aída López) le dice a los jefes del cuartel que Zapata está solo en un río, pero es una trampa para rodear a los federales y quitarles sus armas. Josefa (Giovana Zacarías), una mujer zapatista que está enamorada de Emiliano se entera de la boda de Ceballos con Rosa y se infiltra pero es descubierta por Rosa y huye, es regañada por Emiliano por poner su vida en riesgo y después le confiesa que también la ama y la besa.

### Episodio 5
Emiliano le propone matrimonio a Josefa y esta acepta. El presidente Madero recibe un golpe de Estado y es detenido por orden de Huerta. Otilio le informa a Emiliano que Madero ha sido asesinado, justo antes de que se case con Josefa, luego de su boda Zapata decide combatir a Huerta, quien ha usurpado la presidencia. Rosa visita a uno de los presos que detuvieron en el ataque a su casa, tras escuchar a uno de los trabajadores de la hacienda decir que Ceballos ordenó el ataque a su hacienda,  y este le confiesa que Ceballos le ordenó hacerlo y no Zapata. Huerta se ve rodeado por los revolucionarios del norte sobre todo por el General Francisco Villa y los zapatiastas recuperaron todas las ciudades de Morelos excepto Cuautla. Josefa le dice a Emiliano que está embarazada y este se va a combatir a Ceballos en Cuautla donde Zapata pierde muchos hombres.

### Episodio 6
Ceballos se ve obligado a huir de Cuautla y Zapata gana la batalla, Emiliano se reúne con el General Villa en la Ciudad de México y se toman una foto en el palacio nacional, ahí se unen en contra del nuevo presidente Venustiano Carranza, pues Huerta huyó del país, Carranza envía al General Pablo González a combatir a Zapata, este ha nombrado a Ceballos jefe de su estado mayor. Rosa puso un dispensario en el pueblo y va visitar a Zapata, en ese momento Josefa va a dar a luz a su hijo, pero tiene complicaciones, sin embargo Rosa los salva a ella y a su hijo.
4 años después Otilio y Eugenio fueron asesinados y Ceballos tiene un plan para acabar con Zapata de una vez por todas e infiltra al teniente Guajardo (Guillermo Larrea) en su ejército. Guajardo siguiendo órdenes de Ceballos le propone una reunión a Zapata para darle armas, pero Rosa se entera de que es una trampa así que Ceballos la encierra en su cuarto, mientras Zapata llega al punto de reunión con Guajardo pero entra solo, Rosa logra escapar de Ceballos y va al pueblo a advertirle a Josefa sobre la emboscada pero es demasiado tarde; Emiliano es rodeado por los soldados y lo matan.

## Personajes
| Actor                 | Personaje                                          | Descripción |
| --------------------- | -------------------------------------------------- | --- |
| Demián Bichir         | Emiliano Zapata (†)                                | Es un campesino y jinete experto que ha visto desde pequeño los abusos del gobierno en contra de su gente. Entra a la revolución y tras la muerte de Pablo Torres Burgos toma el mando del ejército revolucionario del sur. Enamorado de Rosa y Josefa, sin poder tomar una decisión y siendo su peor enemigo el capitán Ceballos, finalmente es asesinado en una emboscada por soldados de Guajardo y Mejía. |
| Lorena Rojas          | Rosa Escandón                                      | Hija de Don Eugenio, el más rico hacendado en Morelos, a diferencia de su padre ella cree en la igualdad y su sueño es ser doctora y poner un dispensario para ayudar a la población indígena, ella se enamora de Emiliano pero cuando es engañada por Ceballos y le hace creer que Emiliano mató a su padre se distancian, se ve obligada a casarse con Ceballos. Un día Rosa escucha a Fidencio decir que Ceballos fue el culpable de la muerte de su padre, también se entera de una trampa que hicieron para matar a Emiliano y trata de advertirle, pero no lo logra. Se desconoce que pasó con ella tras la muerte de Zapata. |
| Rogelio Guerra        | Don Eugenio Escandón (†)                           | Es un tacaño empresario y hacendado de Morelos, él discrimina a los indígenas y quiere que su hija se case con el capitán Ceballos, en especial odia a Zapata. Muere en el tercer episodio cuando el capitán Ceballos ordena que sus soldados ataquen la hacienda de los Escandón disfrazados de zapatistas. |
| Giovanna Zacarías     | Josefa Espejo                                      | Mujer revolucionaria que está enamorada de Zapata y siente grandes celos por Rosa. Al final es ella quien se casa con Emiliano y le da un hijo, tiene complicaciones con el parto, pero irónicamente es salvada por Rosa. |
| Carlos Torres Torija  | Capitán Fernando Ceballos                          | Es un militar encargado de combatir a los zapatistas, además tiene un enfrentamiento personal con él, pues él quiere casarse con Rosa para heredar la fortuna de don Eugenio. Pasa por el gabinete de muchos presidentes hasta que Venustiano Carranza le ordena asesinar a Zapata; tras ordenar la muerte de Zapata no se sabe que la ocurre. |
| Enoc Leaño            | Eufemio Zapata (†)                                 | Hermano de Emiliano. Es uno de los más importantes jefes revolucionarios en el sur. Pasa una noche con ¨La China¨, aunque solo en esa ocasión se hace referencia de su vida amorosa. En el final se dice fue asesinado. |
| Emilio Guerrero       | Otilio Montaño (†)                                 | Es el maestro del pueblo, amigo de Emiliano y Eufemio, es quien los pone en contacto con Pablo Torres Burgos, se convierte en un gran líder de la revolución. Al final se menciona que fue asesinado. |
| Jaime Estrada         | Genovevo de la O                                   | Líder revolucionario de Morelos, se une a Zapata y en el capítulo final él es quien, junto otros hombre, escolta a Zapata a su cita con Guajardo, pero Emiliano les dice que lo esperen fuera de la hacienda de Guajardo y por esto logra salvarse. |
| Javier Díaz Dueñas    | Don Miguel                                         | Amigo de Don Eugenio, comparte sus mismos ideales y apoya a Huerta y Ceballos en contra de Zapata. Quiere a Rosa como si fuera su hija. |
| Marco Treviño         | Don Ignacio                                        | Amigo de Don Eugenio, comparte sus mismos ideales y apoya a Huerta y Ceballos en contra de Zapata, aunque en un principio defiende a Emiliano, que era su peón. |
| Fernando Becerril     | Presidente Francisco I. Madero (†)                 | Es el jefe máximo de la Revolución, tras derrotar a Porfirio Díaz gana las elecciones y se convierte en presidente, apoya a los zapatistas, pero es engañado por Huerta y Caballos, quienes le hacen creer que Zapata lo desobedeció en el proceso de pacificación del país. Tras varias confusiones termina convirtiéndose en enemigo de Zapata. Es víctima de un golpe de Estado por parte de Huerta y es asesinado en el penúltimo episodio. |
| Patricia Marrero      | Lorenza                                            | Es la nana de Rosa a quien quiere como a una hija. |
| Guillermo Larrea      | Teniente Jesús María Guajardo                      | Militar bejo el mando de Ceballos. En el final se infiltra en el ejército zapatista y es él quien pone una trampa a Emiliano Zapata donde ordena que lo asesinen. |
| Aída López            | Catalina ¨La China¨                                | Es una mujer revolucionaria. Jefa de un ejército de mujeres en el estado de Puebla. Se une a los zapatistas y aunque es una mujer dedicada siempre a la lucha se demuestra que tiene sentimientos cuando pasa una noche con Eufemio. Se desconoce que le ocurre después de la muerte de Zapata. |
| Mayra Sierra          | Mickaela                                           | Prima de Josefa. Trabaja como empleada doméstica en la hacienda de los Escandón. |
| Antonio Zúñiga        | Fidencio                                           | Es un indígena que trabaja para los Escandón, recibe un buen trato por parte de don Eugenio, llegándose a sentir superior a su gente. Él es quien entrega a los 3 hombres asesinados en el primer episodio. Cuando don Eugenio muere y Ceballos se convierte en su patrón recibe muy malos tratos. Él descubre que Ceballos mandó atacar la hacienda y se lo dice a Rosa. |
| Javier Escobar        | Pablo Torres Burgos (†)                            | Maestro de Villa de Ayala, es el líder de la revolución en Morelos. Es asesinado en un río, emboscado por soldados de Ceballos. |
| Joaquín Cosío         | General Francisco ¨Pancho¨ Villa                   | El jefe revolucionario en el norte. Se reúne con Zapata en la Ciudad de México donde se unen contra el gobierno. |
| Alejandro Calva       | General Rodolfo Fierro                             | Es uno de los mayores hombres de confianza de Pancho Villa y es el enviado a Morelos para pactar la reunión el la Ciudad de México con Villa. |
| Hernán del Riego      | Vicepresidente José María Pino Suárez (†)          | Vicepresidente de México durante el periodo de Madero, lo apoya en todo, desconfía siempre de Huerta. Es asesinado junto a Madero. |
| Luis Cárdenas         | Felipe Tijera                                      | Es un zapatista contratado por Ceballos para acusar a Zapata del ataque a la hacienda de los Escandón. Al ser encerrado por orden de Ceballos decide confesar que Zapata no fue el autor intelectual de la muerte de su padre a Rosa. |
| Joaquín Garrido       | General Victoriano Huerta                          | General del ejército federal. Traiciona a Madero para ocupar la presidencia, poco después es obligado a salir del país por los jefes revolucionarios. |
| Raquel Uriostegui     | Amiga de Josefa                                    | se le ve siempre acompañando a Josefa. |
| Roberto Uscanga       | Teniente Mejía                                     | Es un militar bajo mando de Ceballos. También finge junto a Guajardo se deserción del ejército para poner una trampa a Zapata. |
| Paco Mauri            | expresidente de la junta de vecinos de Anenecuilco | Es quien le entrega la presidencia de la junta a Zapata en el primer episodio. Vuelve a aparecer en el final durante el reparto de las tierras. |
| Marco Antonio Aguirre | Rómulo                                             | Soldado revolucionario fiel a Zapata y su amigo personal. |

## Elenco
| Actores               | Personajes                                                    | Episodios | Episodios | Episodios | Episodios | Episodios |    |
| Actores               | Personajes                                                    | 1         | 2         | 3         | 4         | 5         | 6  |
| --------------------- | ------------------------------------------------------------- | --------- | --------- | --------- | --------- | --------- | -- |
| Demián Bichir         | Emiliano Zapata (†)                                           | Sí        | Sí        | Sí        | Sí        | Sí        | Sí |
| Lorena Rojas          | Rosa Escandón                                                 | Sí        | Sí        | Sí        | Sí        | Sí        | Sí |
| Rogelio Guerra        | Don Eugenio Escandón (†)                                      | Sí        | Sí        | Sí        | No        | No        | No |
| Giovanna Zacarías     | Josefa Espejo                                                 | Sí        | Sí        | Sí        | Sí        | Sí        | Sí |
| Carlos Torres Torija  | Capitán Fernando Ceballos                                     | Sí        | Sí        | Sí        | Sí        | Sí        | Sí |
| Enoc Leaño            | Eufemio Zapata (†)                                            | Sí        | Sí        | Sí        | Sí        | Sí        | Sí |
| Emilio Guerrero       | Otilio Montaño (†)                                            | Sí        | Sí        | Sí        | Sí        | Sí        | Sí |
| Jaime Estrada         | Genovevo de la O                                              | No        | Sí        | Sí        | Sí        | Sí        | Sí |
| Javier Díaz Dueñas    | Don Miguel                                                    | Sí        | Sí        | Sí        | Sí        | Sí        | Sí |
| Marco Treviño         | Don Ignacio                                                   | Sí        | No        | No        | Sí        | Sí        | Sí |
| Fernando Becerril     | Presidente Francisco I. Madero (†)                            | No        | No        | Sí        | Sí        | Sí        | No |
| Patricia Marrero      | Lorenza                                                       | Sí        | Sí        | Sí        | Sí        | Sí        | Sí |
| Guillermo Larrea      | Teniente Jesús María Guajardo                                 | Sí        | Sí        | Sí        | Sí        | Sí        | Sí |
| Aída López            | Catalina ¨La China¨                                           | No        | No        | No        | Sí        | Sí        | Sí |
| Mayra Sierra          | Mickaela                                                      | No        | No        | No        | Sí        | Sí        | Sí |
| Antonio Zúñiga        | Fidencio                                                      | Sí        | Sí        | Sí        | Sí        | Sí        | Sí |
| Javier Escobar        | Pablo Torres Burgos (†)                                       | Sí        | No        | No        | No        | No        | No |
| Joaquín Cosío         | General Francisco ¨Pancho¨ Villa                              | No        | No        | No        | No        | No        | Sí |
| Alejandro Calva       | General Rodolfo Fierro                                        | No        | No        | No        | No        | Sí        | Sí |
| Hernán del Riego      | Vicepresidente José María Pino Suárez (†)                     | No        | No        | Sí        | Sí        | Sí        | No |
| Luis Cárdenas         | Felipe Tijera                                                 | No        | Sí        | Sí        | Sí        | Sí        | No |
| Joaquín Garrido       | General Victoriano Huerta                                     | No        | No        | Sí        | Sí        | Sí        | No |
| Roberto Uscanga       | Teniente Mejía                                                | No        | No        | Sí        | Sí        | No        | Sí |
| Raquel Uriostegui     | Amiga de Josefa                                               | Sí        | Sí        | Sí        | Sí        | Sí        | Sí |
| Paco Mauri            | expresidente de la junta de vecinos del pueblo de Anenecuilco | Sí        | No        | No        | No        | No        | Sí |
| Marco Antonoo Aguirre | Rómulo                                                        | No        | No        | No        | Sí        | Sí        | No |

### TV Adicto Golden Awards
| Año  | Categoría                               | Nominado         | Resultado |
| ---- | --------------------------------------- | ---------------- | --------- |
| 2010 | Mejor telenovela histórica de la década | Epigmenio Ibarra | Ganadora  |